# جان بيار إسحاق
جان بيار إسحاق هو كاتب أغاني ومبرمج وملحن كندي، ولد في 5 يناير 1956 في بلجيكا.